# Försvarsbeslut
Ett försvarsbeslut (FB) är ett beslut som fattas av Sveriges riksdag och som fastställer Sveriges försvarspolitik och Försvarsmaktens utveckling för kommande år. Beslutet baseras på regeringens proposition, framtagen med underlag från försvarsmyndigheter och Försvarsberedningen, och tas vanligtvis vart fjärde år.
Mellan åren 1901 och 1958 fattades försvarsbesluten ungefär vart tionde år, med undantag av 1942 års försvarsbeslut, vilket tillkom på grund av andra världskriget. Med 1968 års försvarsbeslut grundlades ett system med femåriga försvarsbeslutsperioder. Arbetet med ett nytt försvarsbeslut inleds med att Försvarsmakten och de övriga myndigheterna inom totalförsvaret utarbetar planer för vilken struktur och förmåga försvaret ska ha under de närmaste 10–15 åren. Efter en dialog med Regeringskansliet överlämnar myndigheterna ett mer detaljerat förslag till regeringen om hur försvaret kan utvecklas under en femårsperiod. Utifrån myndigheternas förslag tar regeringen fram propositioner för nästa försvarsbeslutsperiod. Därefter fastställer riksdagen försvarets inriktning för den kommande försvarsbeslutsperioden.

## Bakgrund
Arbetet med ett försvarsbeslut inleds med att regeringen ger försvarsmyndigheterna i uppdrag att lämna beslutsunderlag inför försvarsbeslutet. Myndigheterna utarbetar en plan för hur försvaret kunde utvecklas på medellång och lång sikt.
Regeringen beslutar sedan att Försvarsberedningen ska svara för samråd mellan företrädare för regeringen och företrädare för riksdagspartierna inför försvarsbeslutet. Myndigheternas planeringsunderlag och Försvarsberedningens rapporter utgör underlaget för regeringens försvarspolitiska propositioner.
I försvarsbeslutet tar riksdagen sedan ställning till vilken inriktning samt de ekonomiska ramarna försvaret ska ha kommande period. Ett försvarsbeslutet kan bland annat innehålla:
- Säkerhetspolitiska ställningstaganden
- Inriktningen för det militära försvaret
- Inriktningen för det civila försvaret
- Inriktningen för materielanskaffning
- Ekonomiska ramar.

Vidare tar Försvarsmakten fram en försvarsmaktsplan som grundar sig på försvarsbeslutet samt regeringens instruktioner som bland annat innehåller en plan för vilket materiel försvaret behöver anskaffa under kommande försvarsbeslutsperiod. Anskaffningen av materiel belastar det årliga försvarsanslaget.
Genom säkerhetspolitiska kontrollstationer kan riksdagen under en försvarsbeslutsperiod besluta om att ändrad inriktning för försvaret. Kontrollstationerna kan innebära att Försvarsmaktens materielplan behöver revideras genom att omförhandla redan beställda materielleveranser eller ändra inriktningen av försvaret. Med kontrollstationen som utgångspunkt redovisar Försvarsmakten ett förslag till regeringen om framtida struktur för försvaret. Regeringen beslutar sedan om huvuddelen av materielanskaffningen
Utifrån försvarsbeslutet tar regeringen sedan ställning till huvuddelen av materielanskaffningen. Regeringen beslutar om all materielanskaffning som regeringen bedömer är av särskild betydelse. Det kan röra sig om ekonomiskt stora investeringar eller att anskaffningen är av stor betydelse för försvarsförmågan eller för den svenska försvarsindustrin.

## Försvarsbesluten
Fram till och med försvarsbeslutet 1958 har försvarsmakten växt i både kvalité och kvantitet. Med 1968 års försvarsbeslut inleddes en successiv nedrustning av försvaret som har resulterat i en successiv minskning av den årliga värnpliktiga åldersklassen på cirka 50 000 män och kvinnor till dagens cirka 5 000.  
I december 1988 bestämde Regeringen Carlsson att lägga ner den sittande försvarskommittén och ersätta den med en ny, där samtliga riksdagspartier var representerade. Samtidigt förlängdes betänketiden med ett halvår, på grund av att försvarsutredningen 1987 (det som skulle vara Försvarsbeslutet 1987) ansågs fattats på bräckliga grunder. Beslutet - Försvarsutredning 88 kom såldes att fattas 1989. Sedan dess har besluten fattas vart fjärde år fram till 2008, då Regeringen Reinfeldt sköt upp försvarsbeslutet 2008 till våren 2009, vilket gör att man är tillbaka på ett femårsintervall.
Med försvarsbeslutet 2004 lämnade Försvarsmakten även helt det traditionella invasionsförsvaret och övergick till ett insatsförsvar (Kritiker menar att likheterna med första mellankrigstiden 1918–1939 är påfallande). Med FB04 beslutades även att försvarsmakten skulle sätta upp en stridsgrupp tillsammans med Estland, Finland och Norge (Irland tillkom), med en beredskapsperiod under första halvåret av 2008 (Nordic Battlegroup 08) och med en andra beredskapsperiod till första halvåret av 2011 (Nordic Battlegroup 11). Genom försvarsbeslutet 2009 kom även värnpliktslagen att bli vilande (om försvarsberedskapen tillåter) och ersattes från och med 2011 av en frivillig militär utbildning.
Försvarsbeslut 2015 föranleddes av den ryska annektering av Krim halvön 2014 och en militär återuppbyggnad i Östersjö området. Detta ledde till att Försvarsmakten återigen fick ökade ekonomiska medel och att invasionsförsvaret återkom. Värnpliktslagen togs även i bruk återigen från 2014.
Vid 2020 års försvarsbeslut så hade det säkerhetspolitiska läget i Europa förvärrats ytterligare och stora ekonomiska förstärkningar tilldelades försvaret. För första gången på många årtionden kom flera nya utbildningsregementen att öppnas.